# José León Barandiarán Hart
José Guillermo León Barandiarán Hart (Lima, 18 de enero de 1946 - Lima, 7 de noviembre de 2002) fue un abogado, maestro, jurista y baloncestista peruano, hijo del también destacado jurista José León Barandiarán y de Rebeca Beatriz Hart De Rivero. Nieto de Augusto F. León Paredes (1866-1927), diputado por Lambayeque (1901-1912) y vicepresidente de la Cámara de Diputados en 1908. Perteneció a una familia de intelectuales y políticos. Fue sobrino del escritor, médico y folclorista Augusto León Barandiarán y primo hermano del arquitecto y arqueólogo Carlos Williams León, del filósofo y orientalista José León Herrera y del abogado y escritor Luis León Herrera. Se casó con Rosa María Mulanovich Von Bischoffshausen con quien tuvo tres hijos: Rosa Margarita, José Augusto y Cristina Beatriz. Curso sus estudios escolares en el Colegio Santa Margarita, estudió Letras en la Universidad Nacional Mayor de San Marcos y en la Pontificia Universidad Católica del Perú. Estudió Derecho en la Universidad Nacional de San Marcos de donde egresó en 1969 y el Doctorado en Derecho en la misma universidad (1971-72).
Se tituló de abogado en 1970, obtuvo el grado académico de Doctor en Derecho en 1973 con la tesis “El Contrato de Sociedad en el Código Civil Peruano”.  Fue invitado por el Interamerican Bar Foundation para seguir un curso de entrenamiento en Derecho Americano en 1971. Becado por la OEA en un curso de Derecho Internacional, auspiciado por el Comité Jurídico Interamericano, en Río de Janeiro, Brasil, 1974. Becado por la ONU para un curso de Derechos Humanos en 1977. Fue catedrático Asociado de Derecho Internacional Privado en la Universidad Nacional Mayor de San Marcos desde 1971. También ejerció la cátedra en la Pontificia Universidad Católica del Perú, en la Universidad Particular San Martín de Porres, profesor visitante de la Universidad de Piura y catedrático de la Universidad de Lima, habiendo ejercido en esta última el cargo de Director del Departamento Académico de Ciencias Jurídicas y el de Decano desde el año 1996 hasta la fecha de su muerte en 2002.
Trabajo en el sector minero desde el año 1969, ocupando diversos cargos en el Ministerio de Energía y Minas (Perú) y en 1982 se desempeñó como vocal del Consejo de Minería. Fue jefe del departamento legal de la empresa Minero Perú Comercial, asesor legal del Comité Especial de Privatización de la Empresa Minera Tintaya y de la Empresa Regional Minera Grau Bayóvar.
En 1985 ocupa el cargo de director general de Justicia. Fue miembro del Directorio del Banco Minero del Perú, de Enatru Perú, de Minpeco, de Minero Perú, de Centromin-Perú y de Electroandes. También fue director de la Cruz Roja Peruana. Fue miembro del Comité Especial de Privatización de Minero Perú y de Centromin Perú. Concejal del Concejo Provincial de Lima 1981-1983 y 1984-1986. Director de Conferencias del Colegio de Abogados de Lima y miembro de la Junta Directiva 1987. Delegado del Colegio de Abogados de Lima ante la Federación de Abogados del Perú.
Fue presidente del Instituto de Derecho de Minería y Petróleo. Consejero Electivo de la Sociedad Interamericana de Derecho Internacional y Comparado. Miembro del Centro Nacional de Arbitraje Nacional e Internacional, de CEARCO y de CAPECO. Consultor de la Comisión encargada de la Revisión del Código Civil de 1984. Fue conferencista y expositor en diversos certámenes nacionales e internacionales sobre derecho civil, mercantil e internacional privado. Entre sus publicaciones podemos citar: “Contratos en el Derecho Civil Peruano” (Título II, Capítulo V y VI); “Naturaleza Jurídica de los Minerales (Revista de Derecho de Minería y Petróleo); “El Orden Público Internacional” en Libro Homenaje a los doctores Arias Schreiber Pezet y Fernández Sessarego; “Acerca del Derecho Internacional Privado” en Libro Homenaje  al doctor Ulises Montoya Manfredi; “El Contrato de Joint Venture en el Perú”, Universidad de Ottawa; “El Contrato de Joint Venture” (Revista de Derecho de la Empresa”; Corresponsal de la Revista “Lawyer of America”.
León Barandiarán Hart fue campeón mundial de maxibasket en el Campeonato Mundial de Maxi Basketball Las Vegas 1993 en Estados Unidos, anteriormente jugó en la división superior de la liga peruana de básquet  por la Universidad de San Marcos en las décadas del 60 y 70.